# كانى بزرة
كانى بزرة هي قرية صغيرة تفع جنوب أربيل (عاصمة إقليم كردستان العراق). يبلغ عدد سكانها حوالى (2000) نسمة. من أهم مواردها (الزراعة). سكان هذه القرية من القومية الكردية و ديانتهم إسلامية (سنية).